# Letiště Soluň
Letiště Soluň "Makedonia" (řecky Κρατικός Αερολιμένας Θεσσαλονίκης "Μακεδονία", Kratikós Aeroliménas Thessaloníkis "Makedonía") (IATA: SKG, ICAO: LGTS), dříve pod názvem letiště Mikra, leží 13 km jižně od Bílé věže v Řecku ve městě Thermi.
Po letišti v Aténách a Heraklionu je třetím nejvytíženějším v Řecku. Bylo otevřeno v roce 1930 a jde o hlavní letiště v severním Řecku, obsluhující druhé největší řecké město Soluň, populární turistickou destinaci Chalkidiki a další města po celém regionu.
Letiště má dvě vzletové a přistávací dráhy, 10/28 a 16/34, které jsou osvětleny solární energií.
V roce 2017 využilo letiště 6,2 milionu cestujících a uskutečnilo se zde 53 670 pohybů letadel.